# Pintalia straminea
Pintalia straminea är en insektsart som beskrevs av Ronald Gordon Fennah 1945. Pintalia straminea ingår i släktet Pintalia och familjen kilstritar. Inga underarter finns listade i Catalogue of Life.